# Histoire des systèmes de paiement en France
Le développement des systèmes de paiement en France a commencé à la fin des années 1960, avec la mise en place de systèmes automatisés, qui ont progressivement remplacé les chambres de compensation et autres systèmes d'échange papier.
De 1969, mise en place de l'ordinateur de compensation, à 2002, dématérialisation de l'échange des chèques, les échanges interbancaires ont progressivement migré vers des systèmes automatisés, spécialisés par grande nature d'activité.
Les années 2000 se caractérisent par une nouvelle étape de renouvellement de la plupart des systèmes, dans une perspective européenne, notamment dans le cadre du projet SEPA. Ces nouvelles générations de systèmes doivent entrer en production entre 2007 et 2010.

## Systèmes de paiement de détail
À partir de 1983, le Système Interbancaire de Télécompensation assura une partie de la compensation pour les paiements de détails. Finalement, il finit par assurer l'intégralité des compensations pour les paiements de détail. (retrait, images chèques, paiements par cartes, téléreglements, TIP, avis de prélèvement, LCR, virement). 
En 2008, il fut remplacé par le système STET-CORE qui prit de plus en charge le virement SEPA.

### Centres régionaux d'échange d'images-chèque
CREIC

## Systèmes de paiement de gros montant
De 1984 à 1997, le système SAGITTAIRE assurait le règlement d'opérations internationales en francs. Il reposait comme ses successeurs sur le réseau SWIFT.
En 1997, le système TBF pris le relais pour accéder à la centrale des règlements interbancaires (CRI). Puis en 1999 avec l'arrivée de l'Euro, celui-ci constitua la composante française de TARGET 1.
Depuis février 2008, le système TARGET 2 est le système de paiement gros montant de la zone euro.

## Systèmes de règlement-livraison des titres de bourse
SATURNE

Règlement et livraison des titres
RELIT
 
RELIT grande vitesse
RGV

## Autres articles
- Système de paiement